# Tiros (ort)
Tiros är en ort i Brasilien.   Den ligger i kommunen Tiros och delstaten Minas Gerais, i den sydöstra delen av landet, 400 km sydost om huvudstaden Brasília. Tiros ligger 1 026 meter över havet och antalet invånare är 6 019.
Terrängen runt Tiros är platt åt sydväst, men åt nordost är den kuperad. Tiros ligger uppe på en höjd. Runt Tiros är det mycket glesbefolkat, med 3 invånare per kvadratkilometer..
Omgivningarna runt Tiros är huvudsakligen savann.